# Чехословацьке телебачення
Чехословацьке телебачення (чеськ. Československá televize) — урядова організація ЧССР, що існувала в 1953-1992. Резидувало у Празі. Кольорове мовлення почалося у 1974.
Здійснювало мовлення за двома програмами (телецентри — у Празі, Братиславі, Брно, Остраві, Кошицях і ряді інших міст).
Станом на 1977 у віданні організації було 34 телеретранслятори.
Свою діяльність організація припинила 31 грудня 1992, розділивши свої структурні підрозділи між двома новоствореними організаціями: Чеським телебаченням і Словацьким телебаченням.